# Kloster Gnadenthal (Aargau)

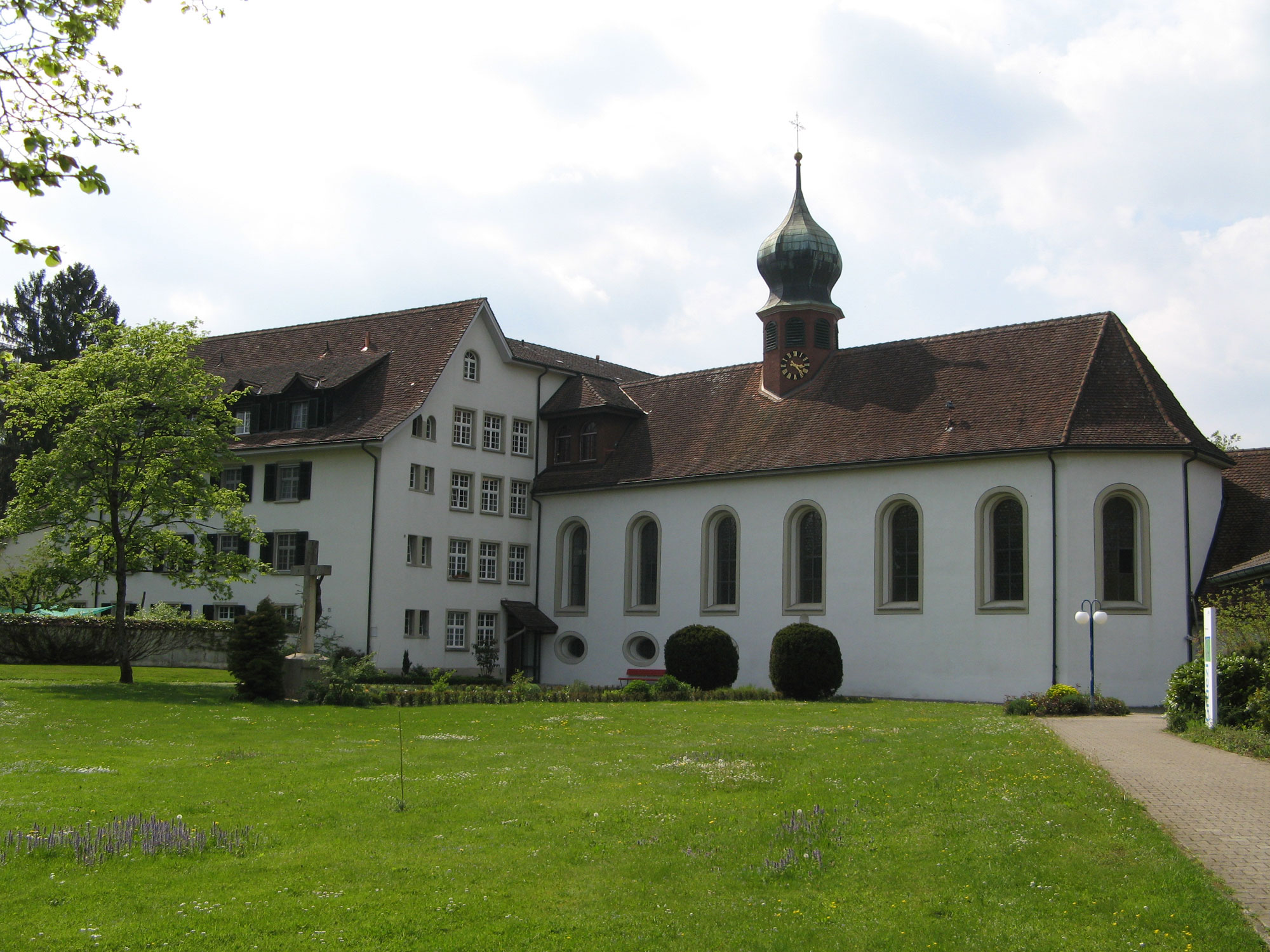
Klosterkirche und Zentralbau

Das Kloster Gnadenthal bei Niederwil im Kanton Aargau ist eine ehemalige Abtei der Zisterzienserinnen. Sie befindet sich rund zwei Kilometer nördlich des Dorfzentrums am Ufer der Reuss. Seit dem Ende des 13. Jahrhunderts lebten die Frauen der Gemeinschaft nach den Regeln des Zisterzienserordens. Die Abtei bestand bis zum Aargauer Klosterstreit im Jahr 1841 und nochmals von 1843 bis 1876. Nach einer vorübergehenden Nutzung als Tabak- und Zigarrenfabrik ist im Kloster seit 1894 eine Pflegeanstalt eingerichtet, die durch moderne Gebäude ergänzt wurde und sich heute «Reusspark» nennt.

## Geschichte

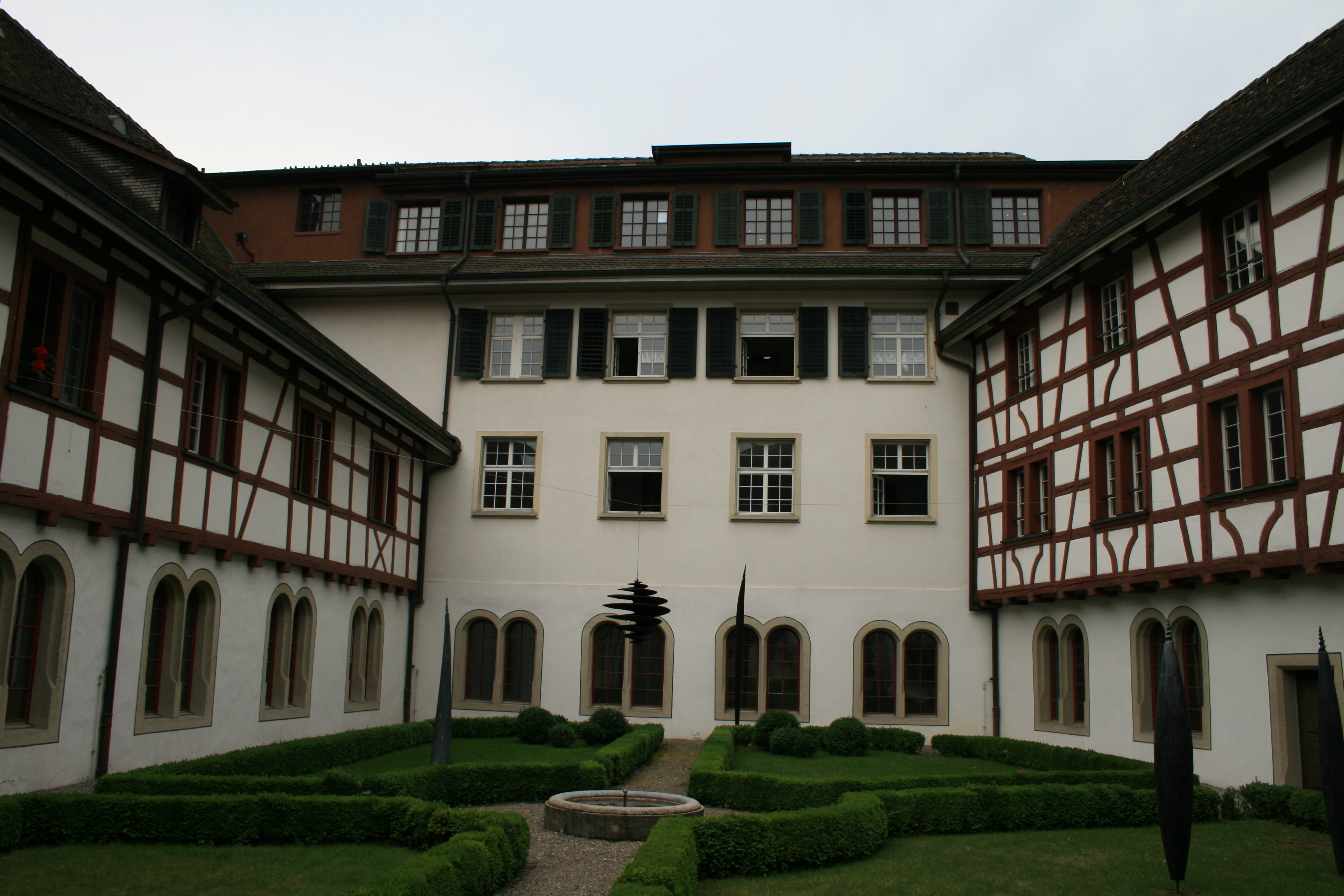
Innenhof

Der Ursprung des Klosters «Vallis Gratiarum», das der Jungfrau Maria geweiht war, liegt in einem Mitte des 13. Jahrhunderts entstandenen Beginenhaus. Die erste schriftliche Erwähnung erfolgte 1282 in einer Urkunde des Klosters Schänis, welches damals das Kirchenpatronat über Niederwil besass und an diesem Tag Gnadenthal aus der Pfarrei Niederwil herauslöste. Der Konvent wurde ab 1297 vom Kloster Wettingen wirtschaftlich und seelsorgerisch betreut. 1302 nahm die Stadt Bremgarten das Kloster ins Burgrecht auf, als erste Meisterin wird 1305 Adelheid von Ägeri genannt. Königin Agnes von Ungarn plante zu dieser Zeit, Gnadenthal in ein Klarissenkloster umzuwandeln, wofür sie von Gerhard von Bevar, dem Bischof in Konstanz, auch die Genehmigung erhielt. Doch nach dem Mord an ihrem Vater, König Albrecht I., im Jahr 1308 änderte sie ihre Pläne und gründete stattdessen das Kloster Königsfelden bei Windisch.
Daraufhin übernahm Gnadenthal 1310 die Ordensregeln der Zisterzienser. Doch erst 1394 verfügte das Generalkapitel die Inkorporation des Klosters, zwei Jahre später erhob es Hedwig von Maschwanden zur ersten Äbtissin. Die Wirtschaftskraft des Klosters blieb bescheiden, obwohl es die niedere Gerichtsbarkeit über Niederwil und Niederrohrdorf erwerben konnte. 1432 verwüstete ein Grossbrand die gesamte Anlage, und nach einer Pestepidemie musste Gnadenthal die Aufnahme ins Burgrecht von Mellingen beantragen. Die Reformationszeit überstand das Kloster weitgehend problemlos. 1608 zerstörte jedoch ein weiterer Grossbrand sämtliche Gebäude mitsamt dem Archiv. Das Kloster erlitt dadurch einen Rückschlag, von dem es sich nie mehr richtig erholte.
Eine letzte Blüte erlebte Gnadenthal um 1700 mit der Paramentenstickerei. Doch die letzte Äbtissin Maria Rosa Cysat brachte das Kloster an den Rand des ökonomischen Ruins. Schliesslich wurden aus Kostengründen keine Novizinnen mehr aufgenommen, und 1761 wurde das Kloster zum Priorat zurückgestuft. 1798 verlor das Kloster nach der Ausrufung der Helvetischen Republik seine gerichtsherrschaftlichen Rechte. Als Reaktion auf bewaffnete Aufstände nach der Verhaftung des Bünzer Komitees hob der Grosse Rat das Kloster am 13. Januar 1841 auf. Im Zuge des Aargauer Klosterstreits beschloss er aber zwei Jahre später dessen Wiederzulassung. Es hatte jedoch keine wirtschaftliche Grundlage mehr und wurde 1876 endgültig aufgehoben.

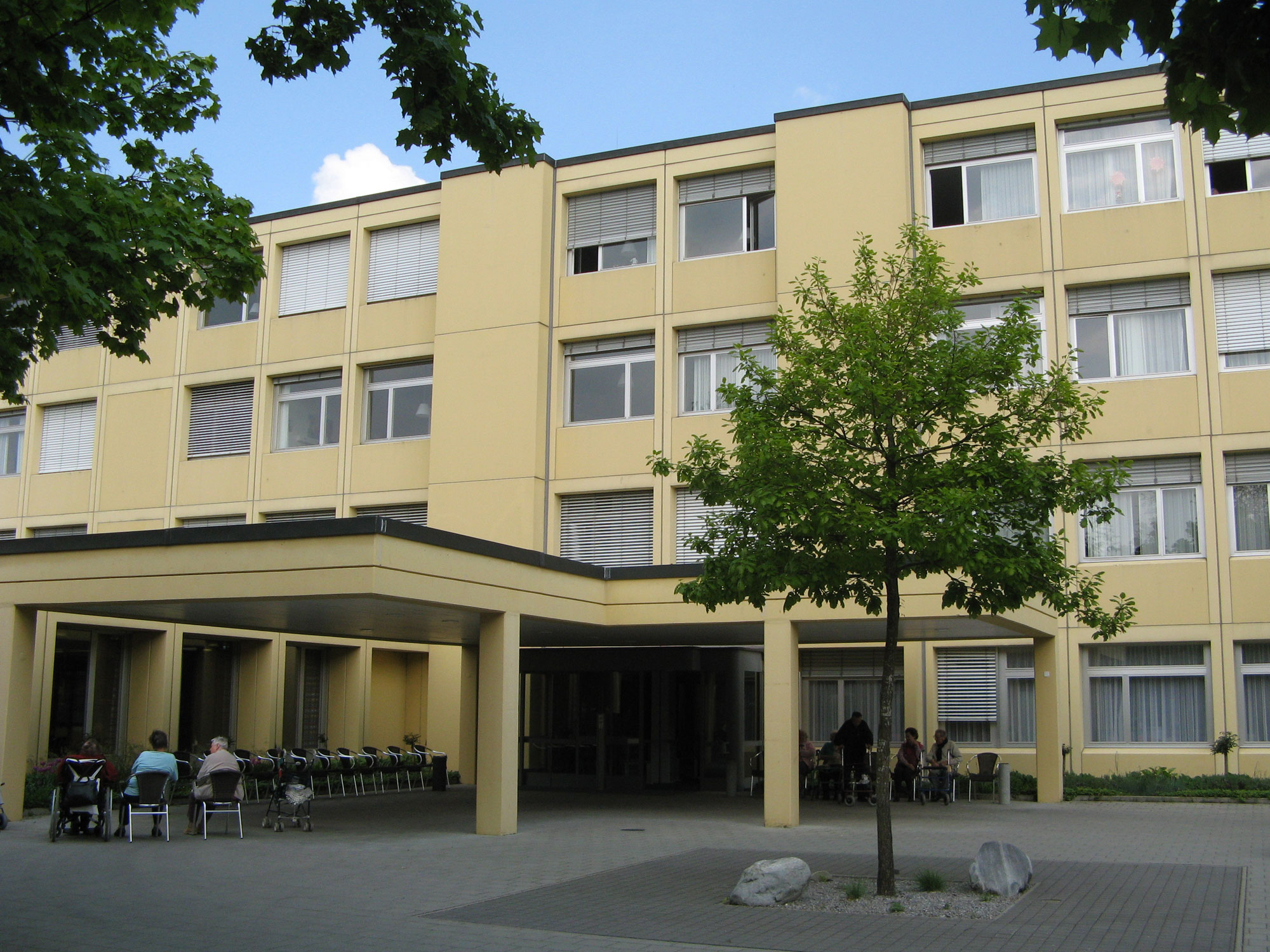
Hauptgebäude des Pflegeheims

Noch im selben Jahr verkaufte die Kantonsregierung die Klosteranlage an die Fabrikanten Eschmann und Merhart aus Baden, die darin eine Tabak- und Zigarrenfabrik einrichteten. Das Unternehmen erwies sich als wenig rentabel, weshalb die Gebäude 1894 an ein Komitee um Dekan Josef Nietlisbach aus Wohlen verkauft wurden. Das Komitee richtete ein Pflegeheim ein, das im selben Jahr den Betrieb aufnahm und von Ingenbohler Schwestern betreut wurde (bis 1992). Der 1902 gegründete «Hilfsverein Gnadenthal» mit einer breiteren Trägerschaft kaufte die Klosteranlage im darauf folgenden Jahr.
Knappe Geldmittel hatten zur Folge, dass dringend benötigte Renovationen und der Ausbau der Gebäude sich bis in die 1930er Jahre hinzogen. In den 1970er Jahren entstanden mehrere moderne Neubauten, welche seither die ehemaligen Klostergebäude ergänzen.
Bis 1901 lag das Kloster auf dem Gemeindegebiet von Nesselnbach, das damals nach Niederwil eingemeindet wurde. 1907 wurde die seit dem Mittelalter bestehende Fähre über die Reuss durch eine Brücke ersetzt.

## Klostergebäude

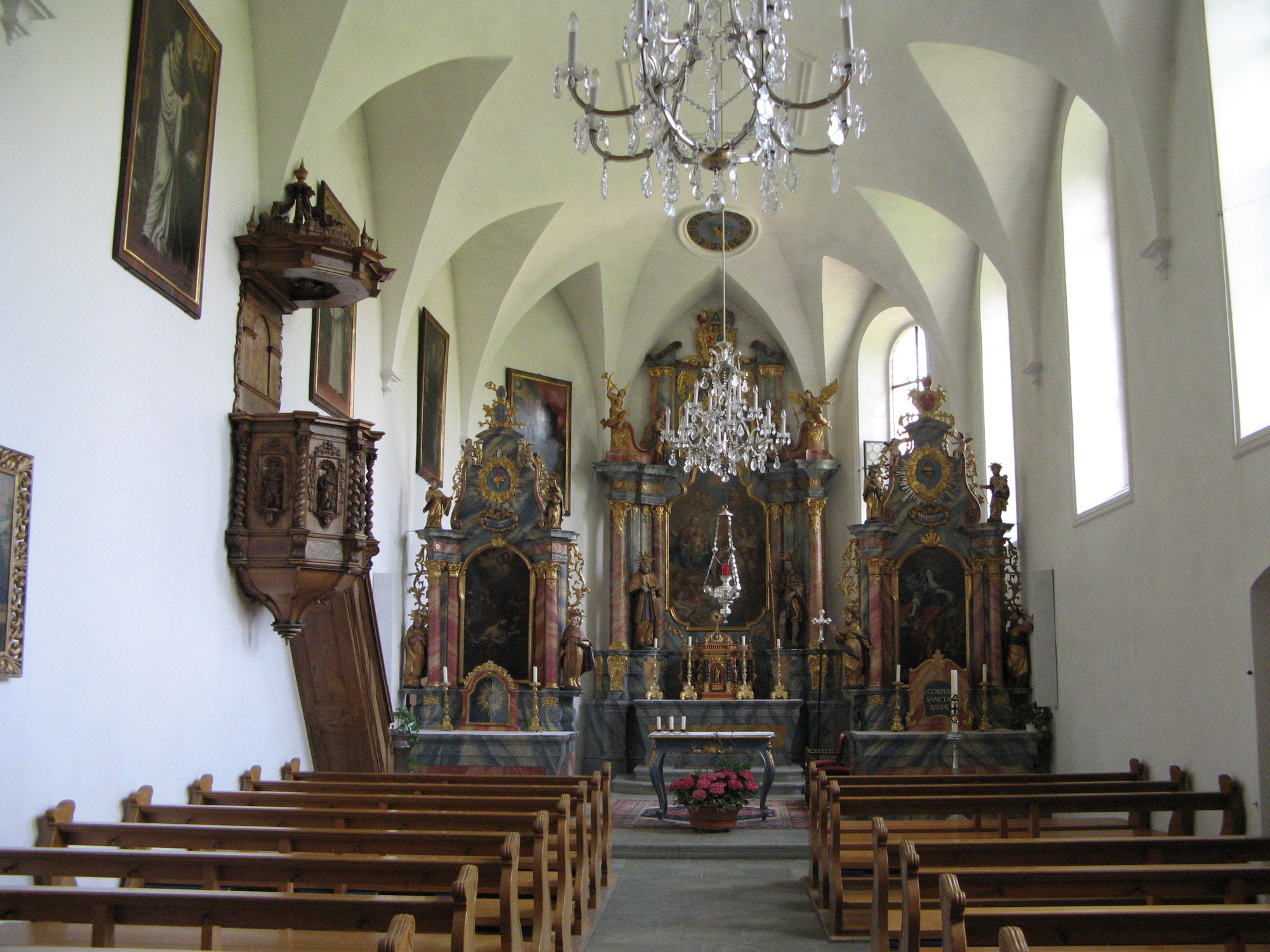
Innenraum der Klosterkirche

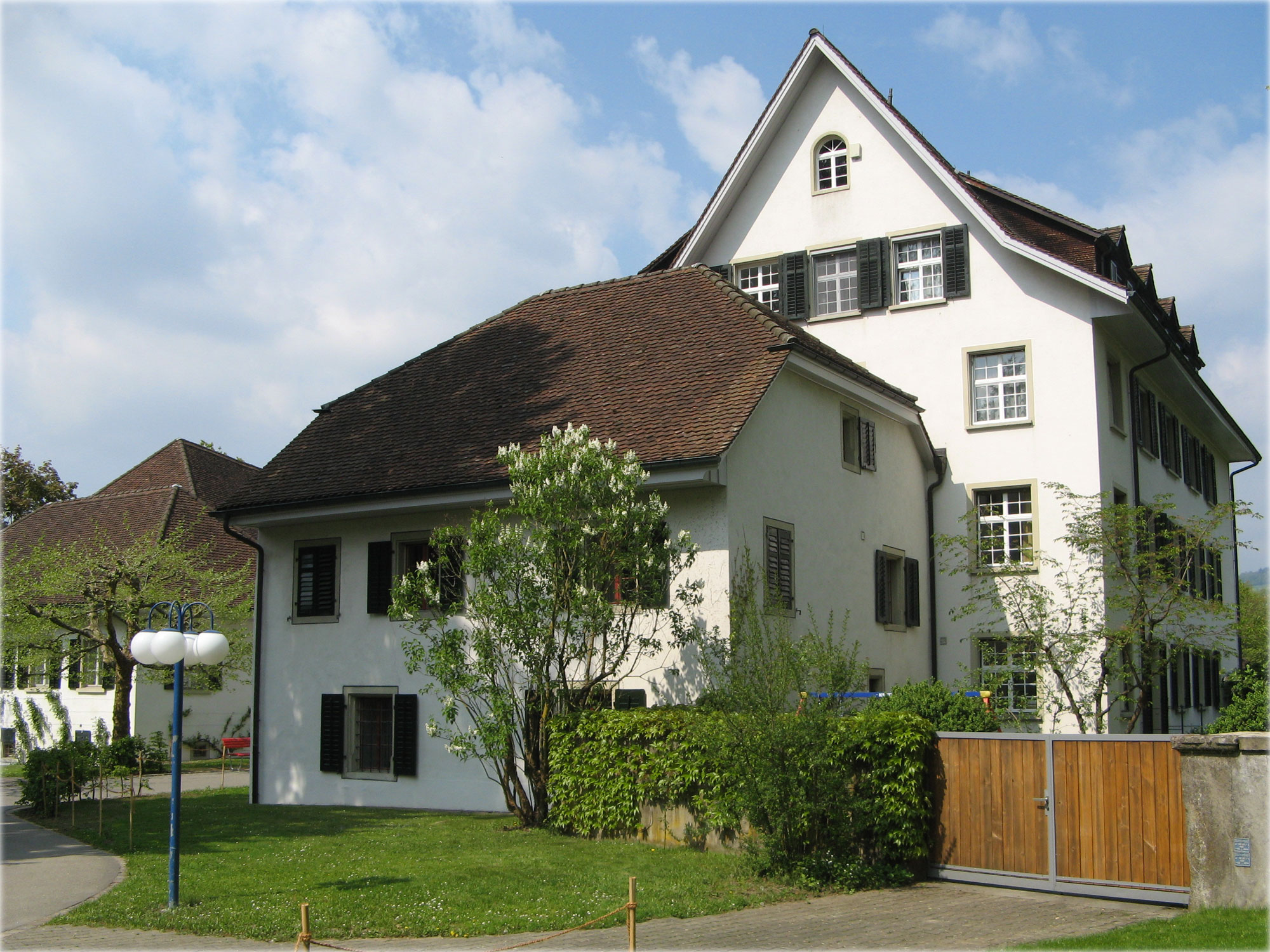
Beichtigerhaus vor dem Zentralbau

Die unregelmässige Klosteranlage bildet ein trapezförmiges Gebäudegeviert. Um den Innenhof mit dem Kreuzgang gruppieren sich die Klosterkirche im Osten, das der Reuss zugewandte Dormitorium im Norden (auch Reussflügel genannt) und der Konventflügel (Zentralbau) im Süden. An den Reussflügel schliesst sich der abgewinkelte Westtrakt an, der so einen engen zweiten Hof bildet. Vom Zentralbau nach Süden abgedreht liegt das Beichtigerhaus. Von den mittelalterlichen Bauten ist nach den Bränden von 1432 und 1608 nichts erhalten geblieben. In der Folge wurde das Kloster bis 1616 im frühbarocken Stil wieder aufgebaut. Aufgrund der zahlreichen für den Pflegebetrieb notwendigen Umbauten im 20. Jahrhundert haben nur Kirche, Westtrakt und Innenhof die ursprüngliche Form bewahrt.
Von aussen präsentiert sich die lang gestreckte Klosterkirche (ca. 28 auf 8 m Seitenlänge) eher nüchtern, der Tradition der Zisterzienser entsprechend. Auf dem First erhebt sich ein achteckiger Dachreiter mit markanter Zwiebelhaube. Der Innenraum mit schmalem Langhaus und anschliessendem polygonalem Chor wird durch sieben seitliche Rundbogenfenster gleichmässig erhellt. Den Hauptaltar und die beiden Seitenaltäre schuf 1748 Franz Xaver Wiederkehr entsprechend dem damals vorherrschenden Rokoko-Stil; deren Bildwerke stammen teilweise von der frühbarocken Ausstattung. Sechs Ölgemälde und die handgeschnitzte Kanzel zieren die fensterlose Nordwand. Die Orgel über der Empore, stilistisch im Übergang zwischen Rokoko und Louis-seize, wurde 1795 eingebaut.
Der 1693 erbaute Westtrakt enthielt früher die Räumlichkeiten für Gäste, die Kornschütte und die Bäckerei. Zwei weitgehend identisch gestaltete frühbarocke Portale prägen die Strassenfront. Im stark umgebauten Zentralbau befindet sich das alte Refektorium, das als Museumsraum genutzt wird. Ausgestellt sind Objekte des klösterlichen Alltags und verschiedene Kunstgegenstände. Erhalten geblieben ist auch das Äbtissinnenzimmer mit Wandtäfern. Vor dem Südflügel des Zentralbaus steht das Beichtigerhaus, ein gedrungener spätgotischer Bau aus dem frühen 18. Jahrhundert.

## Pflegeheim

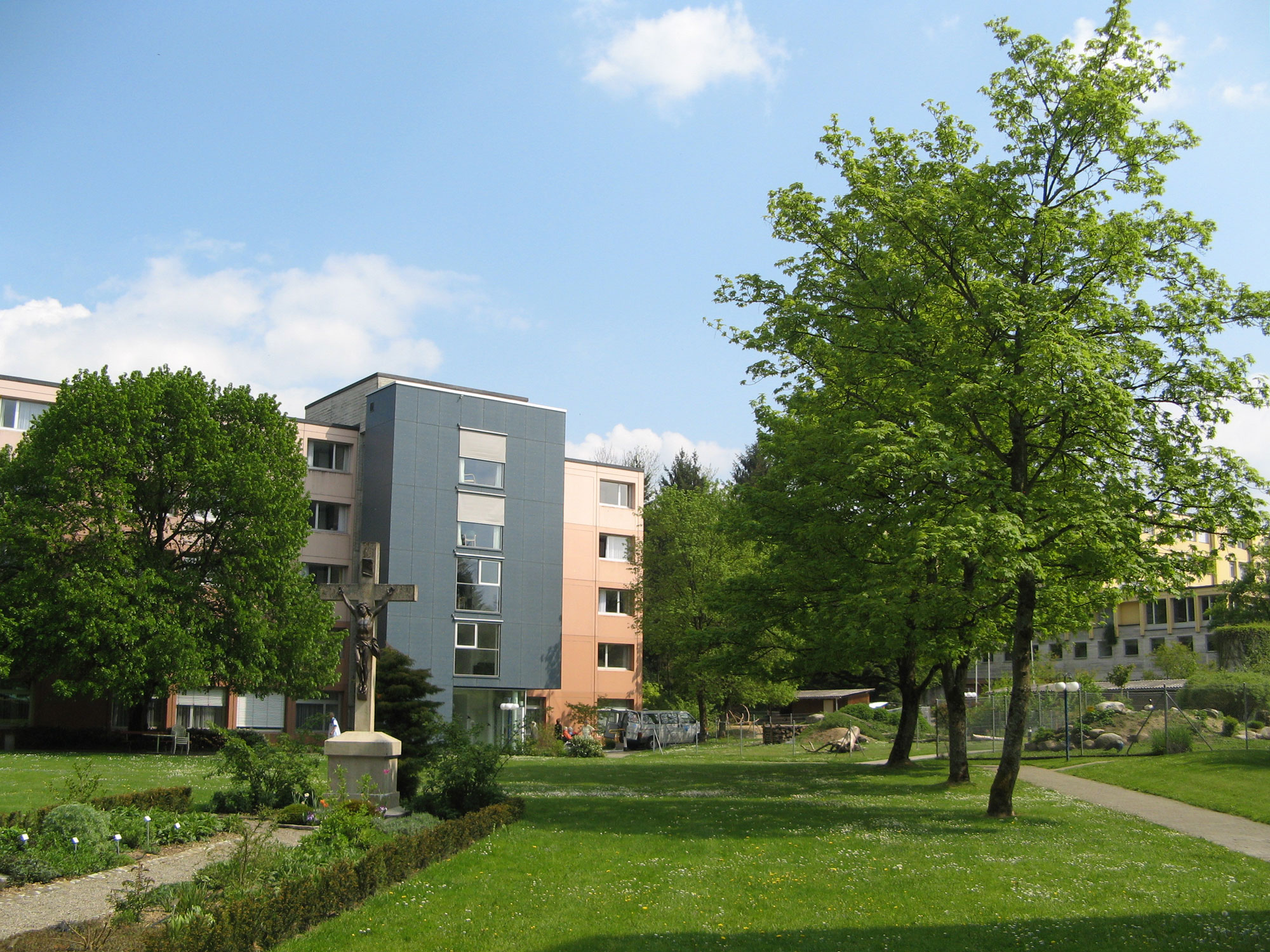
Personalhaus und Pflegefachschule

Der «Hilfsverein Gnadenthal» gab sich 1993 neue Statuten und änderte seinen Namen in «Verein Gnadenthal». Diesem gehören 650 juristische und natürliche Personen an, darunter rund 130 politische Gemeinden. Die Kapazität des Pflegeheims, das seit 1998 den Namen «Reusspark» trägt, ist für die Betreuung von 300 betagten Menschen ausgerichtet. Somit ist Gnadenthal die grösste Institution dieser Art im Kanton Aargau. Dem Pflegeheim angeschlossen sind eine Schule für Krankenpflege (seit 1961), ein Gutshof für die Versorgung mit Nahrungsmitteln (seit 1907) und ein Wohnhaus für das Personal. Das Pflegeheim verfügt ausserdem über einen kleinen Tierpark sowie – schweizweit erstmals – einen geschützten Spaziergarten, der auf die Bedürfnisse von Demenzkranken ausgerichtet ist.